# Nycteris tragata
Nycteris tragata (K. Andersen, 1912) è un pipistrello della famiglia diffuso nell'ecozona orientale.

## Descrizione

### Dimensioni
Pipistrello di medie dimensioni, con la lunghezza della testa e del corpo tra 65 e 70 mm, la lunghezza dell'avambraccio tra 46,7 e 52,8 mm, la lunghezza della coda tra 70 e 72 mm, la lunghezza del piede tra 11 e 12 mm, la lunghezza delle orecchie tra 30 e 33 mm e un peso fino a 14 g.

### Aspetto
La pelliccia è lunga e lanosa. Il colore generale del corpo è grigio-brunastro chiaro con la base dei peli giallo-brunastra. Il muso è privo di peli e con un solco longitudinale che termina sulla fronte in una profonda fossa. Le orecchie sono molto lunghe, strette, con l'estremità arrotondata ed unite anteriormente alla base da una sottile membrana cutanea. Il trago è corto, affusolato e curvato in avanti. Gli arti inferiori sono lunghi e sottili, i piedi, le dita e gli artigli sono molto piccoli. La coda è lunga, con l'estremità che termina con una struttura cartilaginea a forma di T ed è inclusa completamente nell'ampio uropatagio.

### Ecolocazione
Emette ultrasuoni ad alto ciclo di lavoro sotto forma di impulsi di breve durata a frequenza modulata iniziale di 111,88±18,11 kHz, finale di 71,13±11,99 kHz e massima energia a 97,64±10,02 kHz

## Biologia

### Comportamento
Si rifugia in piccoli gruppi nelle cavità degli alberi, in grotte ed edifici abbandonati. Utilizza talvolta tane abbandonate di istrici.

### Alimentazione
Si nutre di insetti.

### Riproduzione
Danno alla luce un piccolo per due volte l'anno. Vengono svezzati dopo 15-60 giorni.

## Distribuzione e habitat
Questa specie è diffusa nel Myanmar e nella Thailandia peninsulari, nella Penisola Malese, a Sumatra e nel Borneo.
Vive nelle foreste primarie di dipterocarpi e nelle foreste di palude.

## Conservazione
La IUCN Red List, considerato la deforestazione in atto in gran parte del suo areale che provocherebbe un declino della popolazione di circa il 30% nei prossimi 15 anni, classifica N.tragata come specie prossima alla minaccia di estinzione (Near Threatened).